# Bertha E. Perrie
Bertha Eversfield Perrie (Washington D. C., 20 de junio de 1868 – 16 de septiembre de 1921) fue una pintora estadounidense. Ha sido descrita como "la única artista famosa de Washington que realmente nació en D.C.".

## Biografía
Perrie se interesó por el arte desde pequeña y ganó una beca para la Liga de estudiantes de arte de Nueva York. Tras completar allí sus estudios, regresó a Washington, donde se convertiría en una figura importante en los círculos artísticos locales. A fines de la década de 1880, asumió el cargo de maestra en Art Students League of Washington, donde también estudiaba y para cuya junta directiva sería elegida. Perrie enseñó acuarela en la Corcoran School of Art durante más de 20 años y también fue docente en la Gunston Hall School. 
Como pintora, fue más conocida por su trabajo en acuarela, aunque igualmente produjo pinturas al óleo y grabados. A pesar de que esta artista prefería los paisajes marinos, también utilizó otros modelos pictóricos. Perrie fue una de las fundadoras del Arts Club de Washington así como de la Society of Washington Artists y del Washington Water Color Club, en cuyos actos apareció desde 1891 hasta 1921. De hecho, formó parte la Junta Directiva de ambas organizaciones. Por otro lado, en su ciudad natal, pertenecía a la Sociedad de Bellas Artes y al Gremio de Artesanos de Washington; además, mostró su trabajo en las exposiciones de Corcoran tanto a nivel regional como nacional. Otros lugares en los que expuso fueron la Academia Nacional de Dibujo de Estados Unidos, la Academia de Bellas Artes de Pensilvania y el New York Watercolour Club. De igual modo, no quedaron exentos de exhibir su obra el Palacio de Bellas Artes y la Exposición Mundial Colombina de 1893 en Chicago, Illinois.
Entre los premios que recibió Perrie durante su carrera, se encuentran el primer y el segundo premio Corcoran en las exposiciones del Washington Water Color Club, en1904 y 1900 respectivamente, y una medalla de plata en la Exposición de los Apalaches de 1910.  
En el verano de1921, Perrie viajó a Gloucester, Massachusetts para pasar una temporada, muriendo allí durante su visita. Su cuerpo fue devuelto a Washington donde descansan sus restos, en el cementerio de Glenwood, junto a otros miembros de su familia. Se le honró con una exposición conmemorativa en la Galería de Arte Corcoran. Entre los alumnos de Perrie estaba Susan Brown Chase.
Estilísticamente, el trabajo de Perrie abarca aspectos tanto del impresionismo como del realismo. Tres de sus piezas, un grabado de William S. McPherson, una acuarela de flores y un óleo sobre lienzo de una escena portuaria en Gloucester, son propiedad del Museo Smithsoniano de Arte Americano. Por otro lado, existe una representación de su obra en la colección del Arts Club de Washington. El resto de sus otros trabajo han quedado en manos privadas.

## Galería

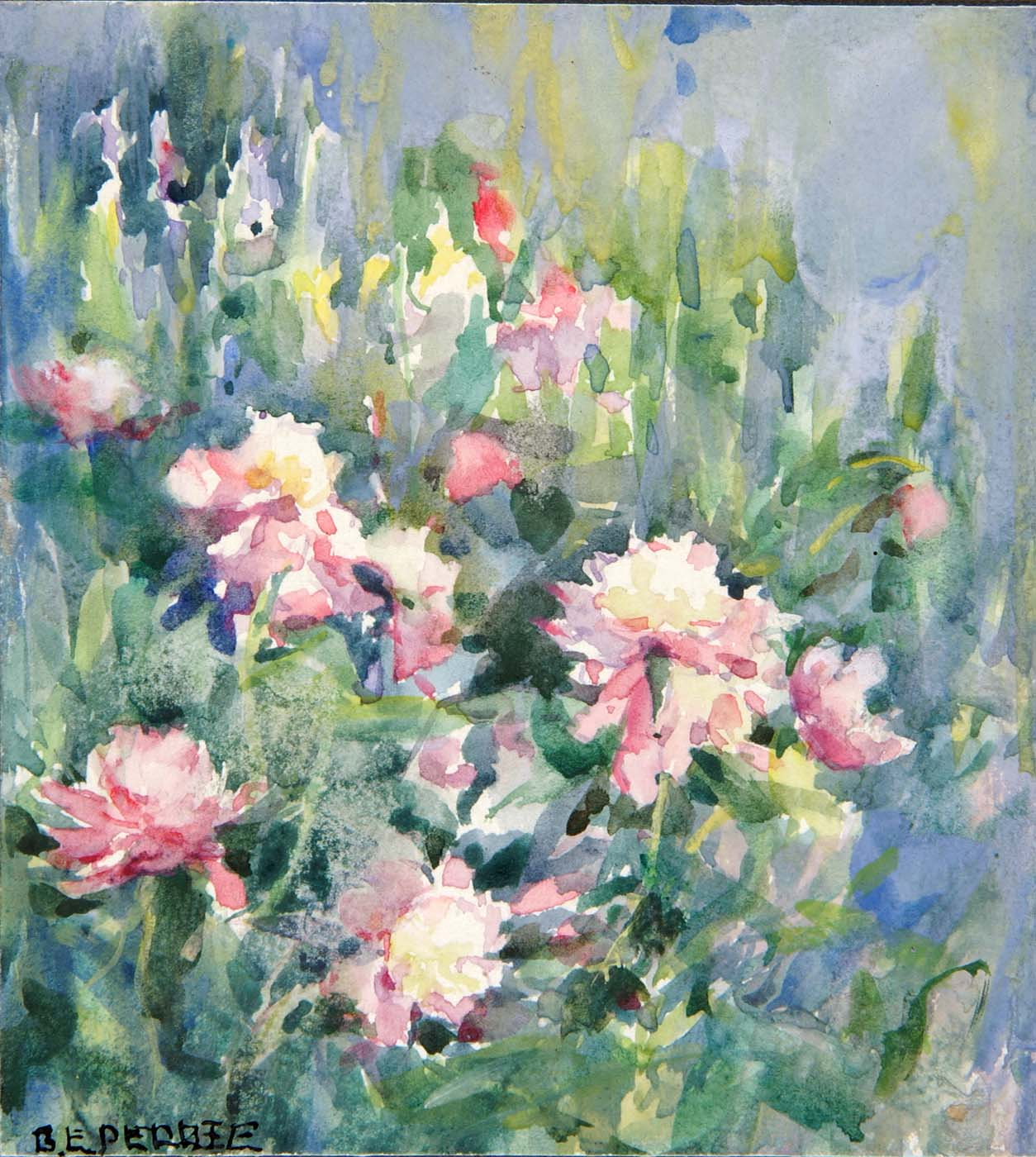
Sin título (Flores), 1916
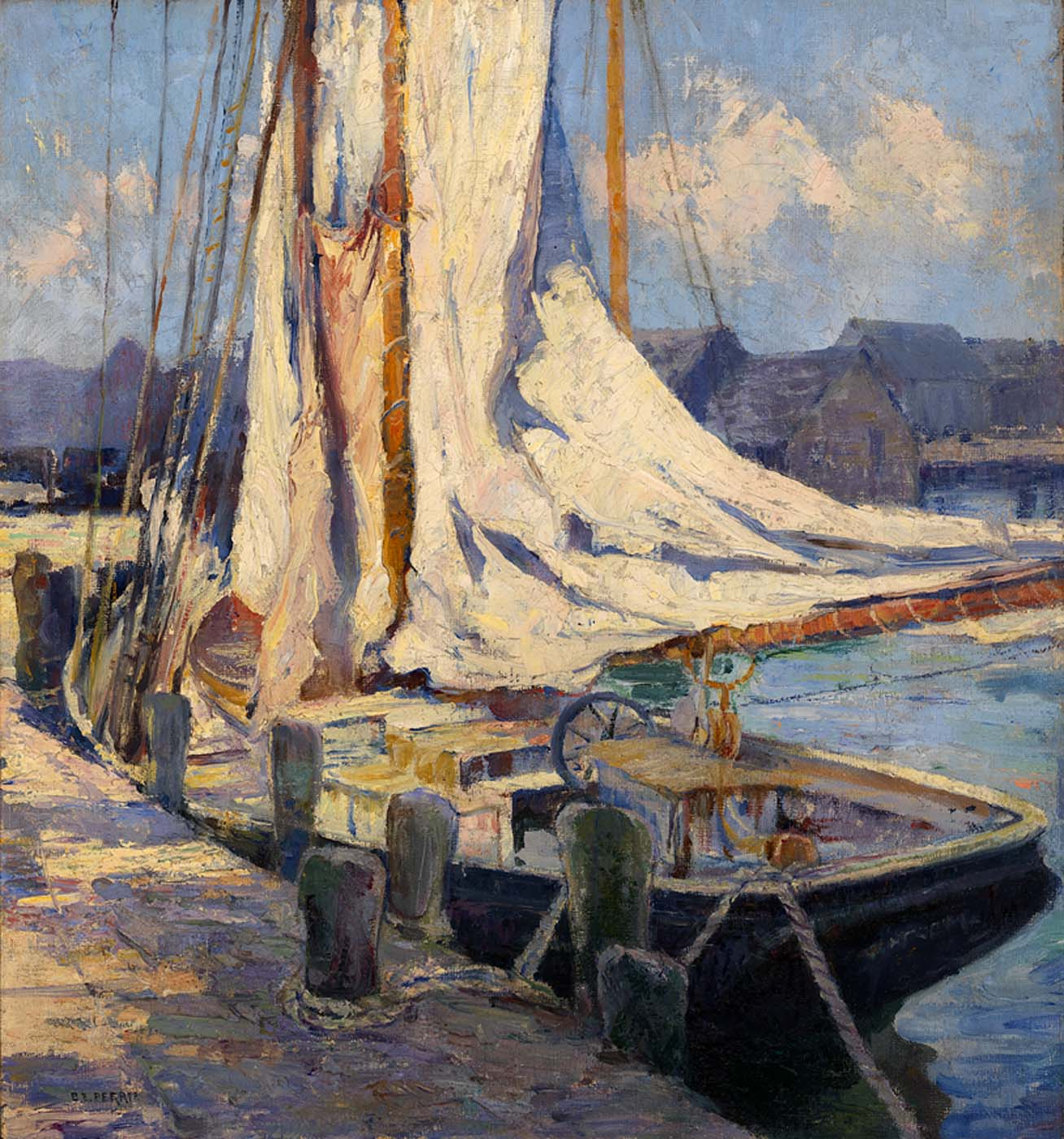
Escena del muelle, Gloucester, nd
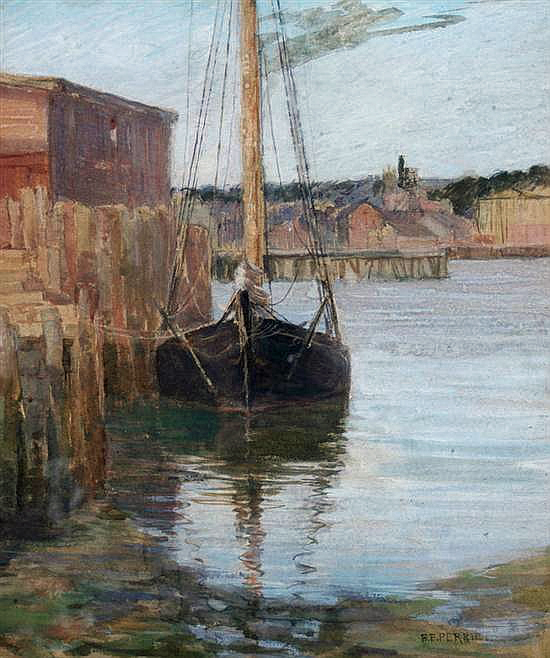
Muelle de Glouchester, nd